# Åbenkirke
Åbenkirke en mellemstor evangelisk kirke i Herning. Kirken blev etableret ved årsskiftet 2007/2008 som resultatet af en længere proces af samarbejde mellem to frikirker i byen. Kirken har omkring 300 gudstjenestedeltagere på en almindelig søndag. 

## Historie
Op igennem 1990'erne mødtes frikirkepræster i Herning regelmæssigt og etablerede relationer mellem de frikirker (Katolsk kirke, Herning MenighedsCenter, Citykirken, Pinsekirken og Kristent Center), som var i byen på det tidspunkt. 
De to kirker, Kristent Center og Herning MenighedsCenter (Apostolsk Kirke i Herning), fandt endnu tættere sammen og etablerede en række samarbejder og fællesaktiviteter som midtugemøder, medarbejdersamlinger, ledersamlinger og gudstjenester. Samarbejdet banede til sidst vejen for spørgsmålet om at etablere en fælles kirke. Spørgsmålet blev endeligt afklaret ved afstemning i de to kirker i november 2007.

### Fra to til én
Ved overgangen fra to til én ny fælles kirke var der ikke tale om en almindelig "fusion", hvor en enhed overtager en anden enhed. Der blev etableret et nyt værdigrundlag for en ny kirke, ny kultur, ny struktur, ny facon og til dels nulstilling af arbejdsgrene og medarbejdere. Opstarten af Åbenkirke var således også en afslutning af to etablerede kirker.
Åbenkirke, også kaldet Åbenkirke.dk med henvisning til kirkens internetdomæne, beskriver sig selv som en kirke for mennesker uanset åndelige tilhørsforhold og kirkelig baggrund. Åbenkirke har i en række værdier defineret, hvilken type kirke Åbenkirke søger at være. Dette værdigrundlag beskriver f.eks. en kultur af åbenhed og kulturel relevans i stil og form uden begrænsning til en intern jargon, liturgi eller stil. Kirkens ydre udtryk er præget af musik, børneklubber, socialt og humanitært arbejde både i Danmark og 3. verdenslande.

## Baggrund
Den kirkelige tradition bag Åbenkirke er evangelisk-karismatisk, og kirken skal derfor ses i en bred frikirkelig tradition i Danmark og internationalt som en del af Apostolsk kirke. 
Åbenkirke har tilsluttet sig Apostolsk Kirke i Danmark og kirkenetværket Frikirkenet. Kirkens øverste myndighed er årsmødet (generalforsamlingen) for alle medlemmer i kirken.